# الن اسپه
آلن اسپه (به فرانسوی: Alain Aspect) (متولد ۱۵ ژوئن ۱۹۴۷ اژان)، فیزیک‌دان فرانسوی و فارغ‌التحصیل ENS Cachan فرانسه است.  او در سال ۲۰۲۲ به همراه آنتون زیلینگر و جان اف کلاوسر جایزه نوبل فیزیک را برای آزمایش‌های تجربی بر روی فوتون‌های درهم‌تنیده، اثبات شکست نامساوی‌های بل و پیشگامی برای علم اطلاعات کوانتمی به دست آورد.

## زندگی علمی

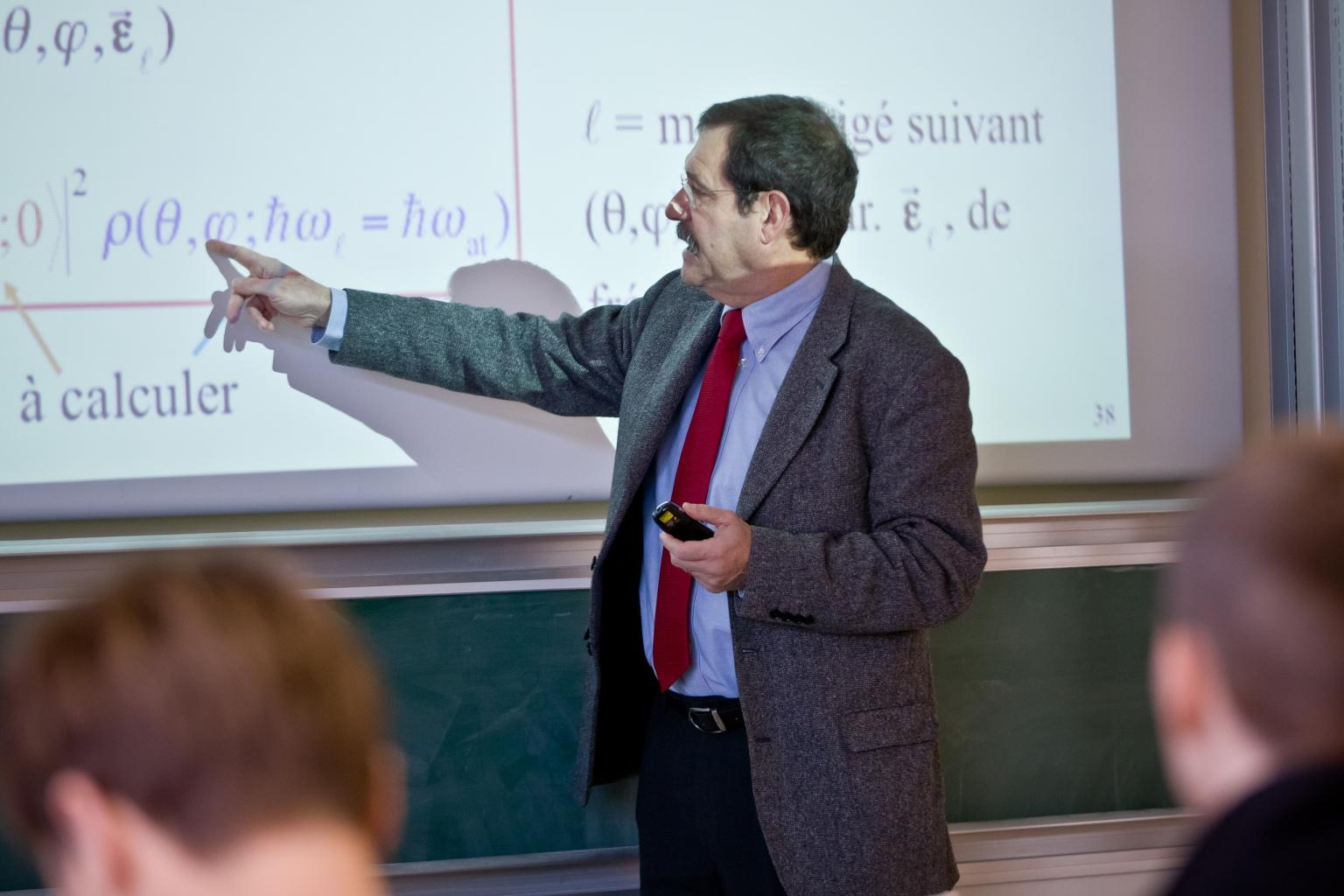
اسپه در حال سخنرانی در اکول پلی‌تکنیک

در اوایل دهه ۸۰ قرن بیستم همراه با همکارانش آزمایش‌های سرنوشت ساز آزمون بل را انجام داد که این آزمون برهان خلف آلبرت اینشتین، بوریس پودولسکی و ناتان روزن در مکانیک کوانتومی که به‌طور ضمنی بر تفاعل شبح وار از راه دور دلالت دارد را نشان داد. در واقع این‌گونه به نظر می‌رسد که وقتی دو ذره با فاصلهٔ دلخواه زیادی از هم جدا شده‌اند همبستگی میان توابع موج آن‌ها در صورتی که آن‌ها یک بخش از تابع موجی واحد باشند که پیش از اندازه‌گیری یکی از دو ذره مختل نشده باشد، باقی می‌ماند.
چنانچه نظریهٔ کوانتومی درست باشد، تعیین امتداد محور برای اندازه‌گیری قطبش یک فوتون، تابع موج را وادار به فرو کاهش بر آن محور خواهد کرد، که اندازه‌گیری ذرهٔ دوم را تحت تأثیر قرار خواهد داد. این تأثیر با وجود هر مشاهده‌گری بدون دانستن اینکه کدام محورها توسط همکارش درفاصلهٔ دور انتخاب شده باشد رخ می‌دهد و در فواصلی که اجازه هیچگونه ارتباطی میان دو فوتون حتی با سرعت نور نیست.

آزمایش‌های اسپه برای فراهم آوردن مویدی قوی بر نظریه‌هایی که نامساوی‌های بل را در نسخه CHSH آن نقض کرده بود، مطرح شد.
اسپه قضیهٔ بل را بهتر از اغلب فیزیک دانان درک کرد. وی به سرعت چالش ناشی از تئوری چشمگیر بل در فیزیک و درک اینشتین از علم را دریافت. از دیدگاه اسپه ماهیت مباحثهٔ میان بور و اینشتین، این اعتقاد راسخ اینشتین بود که :

«ما باید یکی از ادعاهای زیر را رها کنیم: ۱. توصیفات آماری تابع موج کامل است؛ و یا: ۲. حالت‌های واقعی دو شیء مجزای فضایی مستقل از یکدیگر است»
اسپه بسرعت دریافت که این ادعای اینشتین، آن طوری‌که در مقالهٔ EPR در سال ۱۹۳۵ بند بند گفته، به‌طور بسیار اجمالی و ظریف، درقضیهٔ جان بل نشانه گرفته شده‌است. با استفاده از طرح EPR بل یک چارچوب واقعی برای آزمایش فرضیه‌هایی که در آن‌ها ادعای ناقص بودن نظریهٔ کوانتوم شده بود، ارائه داد، در واقع، کامل اما شامل عناصر متمایز غیر موضعی.
قضیهٔ بل مربوط به دستهٔ بسیار عام نظریه‌های موضعی با متغیرها، یا مکمل یا پارامترها است. فرض بر این شرح است: فرض کنید که نظریهٔ کوانتومی ناقص است اما ایده‌های اینشتین دربارهٔ موضعیت باقی مانده‌است؛ بنابراین ما فرض می‌کنیم که می‌بایست راهی برای کامل کردن توصیفات کوانتومی از جهان وجود داشته باشد، مادامیکه الزامات اینشتین حفظ شده که آنچه در اینجا صدقش در دست است، نمی‌تواند تأثیر بگذارد بر آنچه در آنجا صادق است، مگر آنکه یک سیگنال از اینجا به آنجا فرستاده شود (و چنین سیگنالی، با توجه به نظریهٔ نسبیت خاص اینشتین بیشتر از سرعت نور نمی‌تواند حرکت کند). در چنین موقعیتی، کامل کردن نظریه به معنای کشف متغیرهای نهان و توصیف این متغیرهاست که ذرات یا فوتون‌ها را وادار به رفتار به شیوه‌ای خاص می‌کند. اینشتین حدس زده بود که همبستگی میان ذرات دور از هم از این حقیقت ناشی می‌شود که آمادگی مشترک اعطایی به آن‌ها توسط متغیرهای نهانی که موضعی عمل می‌کنند، صورت گرفته‌است. این متغیرهای نهان شبیه برگه‌های دستورالعمل هستند؛ و پیروی از دستورالعمل‌ها، بدون همبستگی مستقیم بین ذرات، تضمین می‌کند که رفتار آن‌ها همبسته‌است. اگر سرشت جهان موضعی باشد (یعنی امکان ارتباط یا تأثیر یا… فراتر از واحد تشعشعی وجود ندارد، جهانی آنگونه که اینشتین آن را می‌بیند) سپس اطلاعاتی که برای تکمیل نظریهٔ کوانتوم مورد نیاز است می‌بایست از طریق برخی متغیرهای نهان ازپیش برنامه‌ریزی شده منتقل شود.
جان بل نشان داده‌است که هر نظریهٔ متغیرهای نهان قادر به تولید همهٔ پیش‌بینی‌های مکانیک کوانتومی نخواهد بود، خصوصاً آن‌هایی که مربوط به در هم تنیدگی در نسخهٔ بوهمی EPR هستند. تعارض میان نظریهٔ کوانتومی کامل و متغیرهای نهان موضعی جهانی از طریق نامساوی بل آورده شده‌است. آلن اسپه به یک نکتهٔ کلیدی پی برد. او می‌دانست که نظریهٔ کوانتومی در آن زمان از یک موفقیت چشمگیر به عنوان یک ابزار پیش‌بینی در علم برخوردار بود. به این ترتیب وی احساس کرد که از تعارض آشکار و ذاتی سابق‌الذکر در قضیهٔ بل و نامساوی‌های ملازم آن می‌توان برای نقض تمام نظریه‌های متغیرهای موضعی استفاده نمود. اسپه شروع به طراحی آزمایش‌هایش کرد با اعتقاد به اینکه نظریهٔ کوانتومی پیروز خواهد بود و اینکه موضعیت نقض خواهد شد. چنانچه آزمایش‌های مورد نظر او با موفقیت روبرو می‌شدند، نا موضوعیت به عنوان یک پدیدهٔ واقعی جهان کوانتومی تثبیت می‌شد، و نظریهٔ کوانتومی در مقابل حمله به کامل بودنش مقابله می‌کرد. اسپه به خوبی آگاه بود که نظریهٔ بل که در اوایل ظهورش در ۱۹۶۰ عملاً نادیده گرفته شد، تبدیل به ابزاری برای کاوش پایه‌های نظریهٔ کوانتومی‌شد. به این ترتیب اسپه تصمیم به انجام سری آزمایش‌ها سه گانهٔ خویش گرفت. هر سه مجموعه آزمایش‌ها اسپه موفقیت‌آمیز بودند و نامساوی‌های بل نقض شدند، به عبارتی متغیرهای نهان و موضعیت به نفع مکانیک کوانتومی شکست خوردند.